# 45-ös busz (Debrecen)

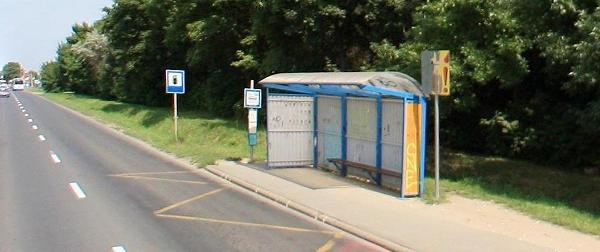
Vincellér utca

A debreceni 45-ös jelzésű autóbusz a Vincellér utca és a Vámospércsi út között közlekedik. Útvonala során érinti a belvárost, Tócóskertet, a Tescót, a Segner tért, a Mechwart András Szakközépiskolát, a helyközi autóbusz-állomást, a Kistemplomot, a Csokonai Színházat, a Hajdú-Bihar Megyei Földhivatalt, a Bányai Júlia Általános Iskolát, a Debrecen-Szabadságtelep vasúti megállóhelyet és a Zsuzsi kisvasutat. A járatot a Debreceni Közlekedési Zrt. üzemelteti.

## Története
A járat 1949-ben indult a Városháza - Széchenyi utca - István út - Szoboszlói út - Miklós utca - Piac utca - Városháza útvonalon. Szinte az indulást követően a végállomása a Rózsa utcához került. 1955-ben a járat az 5-ös jelzést kapta. 1959-ben a végállomása a Kistemplom elé került. 1968-ban a Dimitrov (mai Miklós) utca felújítása miatt az 5-ös busz a Simonffy utca - Piac utca - Széchenyi utca - Bornemissza utca - Szoboszlói út - István út - Széchenyi utca - Szepességi utca - Simonffy utca útvonalon közlekedett. Az átépítés után a Simonffy utca - Piac utca - Miklós utca - Szoboszlói út - István út - Széchenyi utca - Szepességi utca - Simonffy utca útvonalon közlekedett. 1979. február 24-től az Attila tér - Baross utca - Kossuth utca - Piac utca - Miklós utca - Szoboszlói út - István út - Széchenyi utca - Kossuth utca - Hajnal utca - Attila tér útvonalon haladt. 1980 októberétől az új útvonala az Attila tér - Szent Anna utca - Klaipeda utca - Kossuth utca - Széchenyi utca - István út - Vincellér utca lett. Ekkor indult el elágazó járata az 5Y busz, mely a Széchenyi utca helyett a Miklós utca - Szoboszlói út útvonalon közlekedett. 1985-től az 5-ös busz már a Vincellér utca - István út - Széchenyi utca - Kossuth utca - Faraktár utca - Munkácsy Mihály utca - Víztorony utca - Ótemető utca - Rakovszky Dániel utca - Faraktár utca - Kossuth utca - Széchenyi utca - István út - Vincellér utca útvonalon közlekedett. 1991-ben kapta meg a Vincellér utca - István út - Széchenyi utca - Kossuth utca - Faraktár utca - Vámospércsi út - Kondorosi csárda útvonalat. 1999-től a Széchenyi utca - Nyugati utca - Segner tér - István út útvonalon érte el a Vincellér utcát. 1999 és 2006 között a Kossuth utca után a Klaipeda utca - Szent Anna utca - Hajnal utca - Faraktár utca útvonalon közlekedett, kiszolgálva a Wesselényi lakótelep és az ottani iskolákat. A 2009-es szolgáltatóváltáskor a jelzése 45-ösre változott. 2014. március 1-jétől korlátozták üzemidejét, már nem közlekedik szombat délután és vasárnap. Ebben az időszakban a 125-ös és a 125Y busz pótolja.

## Járművek
A viszonylaton Alfa Cívis 12 szóló buszok közlekednek.

## Útvonala
| Vámospércsi út felé | Vincellér utca felé |
| --- | --- |
| Vincellér utca vá. – István út – Kishegyesi út – Nyugati utca – Széchenyi utca – Kossuth utca – Faraktár utca – Vámospércsi út – Vámospércsi út vá. | Vámospércsi út vá. – Vámospércsi út – Faraktár utca – Kossuth utca – Széchenyi utca – Nyugati utca – Kishegyesi út – István út – Vincellér utca vá. |

## Megállóhelyei
| 0  | Vincellér utca végállomás                          | 26 | 12, 19, 22, 22Y, 24, 24Y, 25, 25Y, 30, 30A, 41, 41Y |
| 1  | Tócóskert tér                                      | 25 | 19, 22, 22Y, 24, 24Y, 30, 30A, 41, 41Y |
| 3  | István út                                          | 24 | 22, 22Y, 24, 24Y, 41, 41Y, 146 Helyközi buszok |
| 4  | Tőzsér utca                                        | 23 | 22, 22Y, 24, 24Y, 146 |
| 5  | Erőss Lajos utca (↓) Gyolcsos utca (↑)             | 22 | 22, 22Y, 24, 24Y, 146 |
| 7  | Kishegyesi út (↓) Sesztina utca (↑)                | 21 | 12, 17, 17A, 22, 22Y, 24, 24Y, 25, 25Y, 46, 146 |
| 8  | Segner tér                                         | 19 | 3, 3A, 4, 5, 5A 10, 10A, 10Y, 11, 13, 14, 17, 17A, 24, 24Y, 25, 25Y, 33, 33E, 34, 35, 35E, 35Y, 36, 42, 42A, 46, 46E, 46H, 49, 49Y, 146, A1 Helyközi buszok |
| 10 | Helyközi autóbusz-állomás                          | 17 | 3, 3A, 4, 5, 5A 10, 10A, 10Y, 14, 19, 25, 25Y, 34, 35, 35Y, 36, 41, 41Y, 42, 42A, 46, 46E, 46H, 49, 49Y, 146, A1 Helyközi buszok                            |
| 11 | Debreceni Ítélőtábla (↓) Debreceni Törvényszék (↑) | 16 | 3, 3A, 4 19, 25, 25Y, 34, 35, 35Y, 36, 41, 41Y, 42, 42A, A1                                                                                                 |
| 13 | Csokonai Színház                                   | 14 | 3, 3A, 4 19, 25, 25Y, 41, 41Y |
| 15 | Kandia utca                                        | 12 | 3, 3A, 4 15, 15Y, 19, 25, 25Y, 41, 41Y |
| 17 | Faraktár utca                                      | 10 | 4, 5, 5A 16, 19, 21, 25, 25Y, 37, 41, 41Y, 43, A1 Helyközi buszok                                                                                           |
| 18 | Kolónia utca                                       | ∫  | 25, 37, 41, 41Y Helyközi buszok |
| 19 | Falóger                                            | 7  | 25, 25Y, 37, 41, 41Y Helyközi buszok Debrecen-Szabadságtelep                                                                                                |
| 22 | Komáromi Csipkés György tér                        | 6  | 11, 25, 25Y, 37, 41, 41Y Helyközi buszok Zsuzsi Erdei Vasút                                                                                                 |
| 24 | Sólyom utca                                        | 4  | 11, 25, 25Y, 37 Helyközi buszok |
| 25 | Regionális Képző Központ                           | 3  | 11, 23Y, 25, 25Y, 37 Helyközi buszok |
| 26 | Hármashegy utca                                    | 2  | 23Y, 37 |
| 27 | Kérész utca                                        | 1  | 23Y, 37 |
| 28 | Vámospércsi út végállomás                          | 0  | 23Y, 37 Helyközi buszok |

## Járatsűrűség
A járatok 4.50 és 22.05 között indulnak. Tanítási időszakban, tanszünetben és hétvégén minden órában indítanak járatokat.
Reggel 6 órakor a Vincellér utcáról 4 járat, míg a Kondorosi Csárdától 6 és 7 órakor 3 járat indul.  7,8,9,10,11,12,17,18,19,20,21 órakor 2 járat indul kivéve 13,14,15,16 órakor 3 járat közlekedik. Hétvégén 2 járat is indul óránként.